# Sapristi !

Sapristi ! est une revue française d'étude de la bande dessinée dont les 52 numéros ont été publiés de novembre 1983 au printemps 2003 d'abord par l'ANBD (Association normande de bande dessinée) puis, à partir du numéro 33 par la SARL Sapristi[source insuffisante].
Inspirée par le modèle développé dans les années 1970 par Falatoff ou Hop !, Sapristi propose dans chaque numéro un entretien, enrichi de nombreux documents inédits, consacré à un dessinateur ou à un scénariste, ainsi qu'un ou plusieurs entretiens avec d'autres personnages du milieu de la bande dessinée (libraires, sculpteurs, ...). Elle publie également de jeunes auteurs, dont certains tel David Prudhomme ou Hugues Labiano ont par la suite acquis une certaine notoriété.

## Prix
- 1986 Prix Alfred à Angoulême
- 1987 Prix Phénix à Audincourt
- 1989 Meilleure zine européen à Grenoble
- 1998 Prix fourmi à Sierre[4].